# Електронски бубањ
Електронски бубањ је електрични уређај који музичар свира у реалном времену и производи разне звукове и ефекте опонашајући акустични бубањ или производећи сопствене звукове који се налазе у процесору, такозваном "друм модулу". Такође може се рећи да је то синтисајзер који може да репродукује звук акустичних бубњева, уверљиво и веома квалитетно.
Састоји се од друм педова, педала и друм модула. Друм педови се монтирају на постоље (рек) у сличној конфигурацији као и акустични бубњеви, са гуменим или специјалним акустичко-електричним чинелама, док се педале за контра чинелу и бас бубањ, као и сам пед за бас бубањ монтирају посебно.
Педови су обично у облику диска или у облику добоша акустичних бубњева, обложени су разним материјалима, најчешће гумом или силиконом.
Сваки пед има сензор који када се побуди генерише електрични сигнал. Електрични сигнал се шаље преко каблова до електронског модула, који производи звук предодређен за пед који је ударен. Звук се може репродуковати преко звучника или слушалица.

## Предности у односу на акустични бубањ
- Тиши је
- Може се свирати на слушалицама
- Заузима мање простора
- Може да имитира безброј акустичних сетова
- Не захтева микрофоне за снимање
- Погодан за почетнике (има метроном, песме уз које се може свирати...)
- Може се свирати значајно мањим нивоом звука
- Мање се хабају палице

## Мане у односу на акустични бубањ
- Не могу достићи богат звук акустичног сета
- Није исти осећај док се свира
- Делови различитих произвођача нису компатибилни
- Тврди гумени падови
- Звук се не може добити о ивицу педа
- Захтева звучник и појачавач да би произвео звук
- Квалитет звука не зависи само од квалитета бубња
- Морамо пазити на каблове и конекторе

## "Table-top" електронски бубањ
То је преносиви електронски бубањ, има све падове и електронски модул спаковане у један уређај. Обично у себи има мали појачавач и уграђене звучнике. Велика предност овог бубња је преносивост и мала цена.